# Barcoo (rivière)
Pour les articles homonymes, voir Barcoo.
La Barcoo est une rivière endoréique de l'ouest du Queensland en Australie.

## Géographie
Elle prend sa source sur les pentes nord de la « Warrego Range ». Elle va former avec la Thomson River la Cooper Creek.

## Histoire
Le premier européen à avoir découvert le cours d'eau est Thomas Mitchell en 1846 qui lui donna le nom de « Victoria Stream ». Edmund Kennedy le renommera plus tard d'après un nom aborigène.

## Géographie
Les eaux vont rejoindre le lac Eyre au centre de l'Australie alors que les cours d'eau situés plus à l'est vont finir par se jeter dans la rivière Darling et finir dans l'océan Indien en Australie-Méridionale. La rivière forme traditionnellement la frontière entre l'outback australien et le « Far Outback ».